# 特諾里奧國家公園

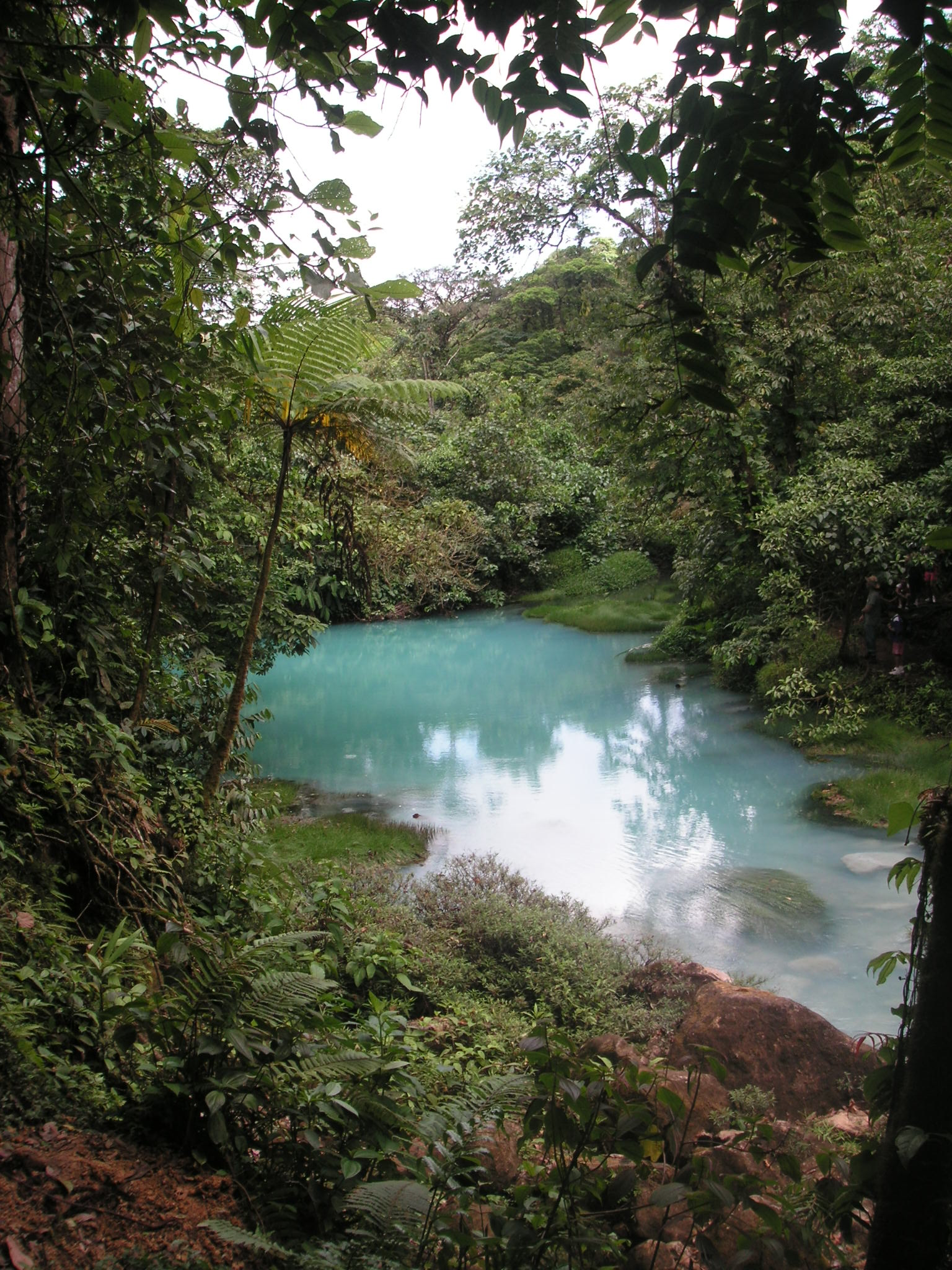

特諾里奧國家公園是哥斯達黎加的國家公園，位於該國北部，面積129平方公里，成立於1976年3月16日，每年平均降雨量200英寸，最高點海拔高度1,916米。

## 外部連結
- Tenorio Volcano National Park （页面存档备份，存于） at Costa Rica National Parks